# Saint-Martin-des-Prés
Saint-Martin-des-Prés település Franciaországban, Côtes-d’Armor megyében. Lakosainak száma 321 fő (2022. január 1.). Saint-Martin-des-Prés Le Bodéo, Corlay, La Harmoye, Le Haut-Corlay, Merléac, Saint-Gilles-Vieux-Marché és Saint-Mayeux községekkel határos.

## Népesség
A település népessége az elmúlt években az alábbi módon változott:
| Lakosok száma | 592  | 416  | 385  | 343  | 328  | 323  | 315  | 306  | 311  | 321  |
|               | 1968 | 1982 | 1990 | 2006 | 2013 | 2015 | 2017 | 2019 | 2020 | 2022 |